# Interleukine 1 bêta
L'interleukine 1 bêta est une isoforme de l'interleukine 1. Elle a un rôle pro-inflammatoire. Son gène est IL1B situé sur le chromosome 2 humain.

## Structure
L'interleukine 1 possède deux principales isoformes. L'interleukine 1 alpha est fixée à la cellule tandis que l'interleukine 1 bêta diffuse dans le sang permettant une action à distance.
La protéine est fabriquée sous forme d'une pro-interleukine 1 bêta qui va être clivée par la caspase 1, l'un des composants de l'inflammasome, en interleukine 1 bêta.

## Rôles
IL-1β favorise la chimiorésistance dans le cancer et est un acteur clé dans le microenvironnement tumoral,.
Elle joue un rôle dans la formation de l'athérome. Son taux sanguin, mesuré lors d'un infarctus du myocarde est corrélé avec un risque plus important de mortalité ou de complications.

## Cible thérapeutique
Le canakinumab est un anticorps monoclonal dirigé contre l'interleukine-1 bêta.